# Ian Rowling
Ian Rowling, född den 10 februari 1967 i Epping, Storbritannien, är en australisk kanotist.
Han tog OS-brons i K-4 1000 meter i samband med de olympiska kanottävlingarna 1992 i Barcelona.